# Parexarnis taurica
Parexarnis taurica är en fjärilsart som beskrevs av Otto Staudinger 1879. Parexarnis taurica ingår i släktet Parexarnis och familjen nattflyn. Inga underarter finns listade i Catalogue of Life.